# Palau de Charlottenburg
El Palau de Charlottenburg (en alemany Schloβ Charlottenburg) és una antiga residència de la família reial de Prússia ubicada a Berlín i actualment és el palau més gran de la ciutat després de la demolició del Palau Reial a la dècada del 1950.

## Història
Situat a l'actual districte de Charlottenburg-Wilmersdorf, a la ciutat de Berlín, inicialment la residència era coneguda amb el nom de Lietzenburg. El palau fou construït per l'arquitecte Arnold Nering sota l'estil del barroc italià i encarregat per la princesa Sofia Carlota de Hannover, esposa del rei Frederic I de Prússia.
Amb la coronació de Sofia i Frederic com a reis de Prússia l'any 1701, s'encarregà l'engrandiment del Palau que fins al moment havia estat concebut com una residència d'estiu de la família reial. La direcció de les obres d'ampliació recaigueren en l'arquitecte alemany Eosander von Göthe. A la mort de Sofia Carlota l'any 1705, el rei Frederic reanomenà el Palau i els jardins amb el nom de Charlottenburg en honor de la seva muller.
Des de 1709 i fins a 1712 es continuaren amb les obres d'ampliació del Palau i de condicionament i arranjament dels jardins. Les cròniques de l'època descrivien l'interior del Palau com la vuitena meravella del món. En aquestes cròniques es recalcava l'existència d'una cambra anomenada Bernsteinizimmer que era recoberta amb ambre portat directament de la Prússia Oriental. L'habitació, idea de Gottfried Wolffram, Ernst Schacht i Gottfried Turau, fou supervisada per Andreas Schlütter.
Amb la mort del rei Frederic I de Prússia l'any 1713, Charlottenburg entrà en un nou període sota el rei Frederic Guillem I de Prússia. Així, l'any 1716, Frederic Guillem regalà la cambra d'àmbar al tsar Pere I de Rússia. A la mort de Frederic Guillem, el rei Frederic II de Prússia renovà l'interès de la família reial en el palau i ordenà la construcció d'una nova ala i de noves habitacions sota les ordres de Georg Wenzeslaus von Knobelsdorff.
Ara bé, aquest renovat interès per Charlottenburg s'extingí quan el rei Frederic II de Prússia pogué disposar del Palau de Sanssouci, a la ciutat de Potsdam. Des de 1747, la ciutat de Potsdam passà a ser el centre de la vida de la cort prussiana i Charlottenburg decaigué en importància. Durant el segle xix el Palau fou emprat per prínceps de branques menors de la família reial prussiana, així hi nasqué la princesa Lluïsa Margarida de Prússia, esposa del duc de Connaught.
Durant la Segona Guerra Mundial, el Palau fou especialment afectat pels bombardejos aliats sobre Berlín. Situat al Berlín Occidental, el Palau fou totalment reconstruït durant el període de postguerra. Després de 1945 el Palau ha servit com un museu de la vida cortesa a Prússia i com una de les principals atraccions turístiques del Berlín Occidental.
L'any 2004 el Palau esdevingué la residència oficial del President d'Alemanya a Berlín, ja que la tradicional residència presidencial a la capital federal, el Palau de Bellevue, es trobava en procés de restauració i adequació.